# Mukali
Mukali (fl. XIII secolo) è stato un generale mongolo sotto Gengis Khan.
Era appartenente alla tibù dei Barula. Grazie a lui i Mongoli, dopo un lungo assedio, riuscirono a conquistare Pechino.